# Polypedilum hirtiforceps
Polypedilum hirtiforceps är en tvåvingeart som först beskrevs av Jean-Jacques Kieffer 1926.  Polypedilum hirtiforceps ingår i släktet Polypedilum och familjen fjädermyggor.
Artens utbredningsområde är Tyskland. Inga underarter finns listade i Catalogue of Life.